# NGC 1649
NGC 1649 (بالفرنسية: NGC 1649)‏ الذي يرمز له بالرمز NGC 1649، وNGC 1652، وESO 55-31، هو عنقود مفتوح، في كوكبة أبو سيف (كوكبة).

## الاكتشاف
اكتشف في 2 نوفمبر 1834، بواسطة جون هيرشل.